# El senyor i la senyora Andrews
El senyor i la senyora Andrews (en anglès, Mr. and Mrs. Andrews), és un quadre del pintor britànic Thomas Gainsborough. Està realitzat en oli sobre llenç. Mesura 69,8 cm d'alt i 119,4 cm d'ample. Va ser pintat en 1749, trobant-se actualment en la National Gallery de Londres, Regne Unit.
Gainsborough és cèlebre pels seus retrats i pels seus paisatges, evidenciant-se en aquesta obra un intent de conjuminar els dos gèneres en un sol quadre. No era innovador en això, perquè ja Francis Hayman, entorn de l'any 1740 va pintar paisatges amb figures de cos sencer en primer pla. L'artista era veinteañero quan va pintar aquest llenç, conjuminant els dos gèneres, dels quals ell personalment sempre va preferir el segon; demostra més domini en pintar el paisatge que les persones retratades. El jove Robert Andrews, de vint-i-dos anys, es va casar amb Frances Carter, de setze anys, al novembre de 1748 i Gainsborough els va retratar poc després de les noces. Es tracten de nobles de la rural Suffolk. La parella està asseguda davant d'un roure: el marit en peus, ella asseguda. S'han retratat en la finca de la seva propietat, anomenada Auberies, i que es troba a uns quilòmetres de Sudbury. L'ampli paisatge realista que s'estén darrere d'ells és inconfundiblemente anglès. Hi ha camps de blat, grupillos d'arbres i suaus pujols en l'horitzó. Les gavillas de blat són símbol de la fertilitat.
Els esposos estan representats en una postura més aviat informal. En el cas de la jove senyora Andrews, l'expressió transmet certa rebel·lia. Crida l'atenció la seva falda, que va quedar inacabat. No se sap si allí estava pensat pintar una au de caça, com un faisà que el seu espòs hagués abatut, o bé un altre objecte com un llibre, o un nen. El seu vestit blau resplandece entre els tons més apagats de la resta del quadre.